# Donmatías
Donmatías – miasto w Kolumbii, w departamencie Antioquia.